# 2016년 동태평양 허리케인
2016년 동태평양 허리케인 (2016 Pacific hurricane season) 은 2016년 동태평양에서 발생한 허리케인들을 기록한 문서이다. 동태평양 허리케인은 주로 5월 15일에서 11월 30일 사이에 발생하나, 중태평양 제1호 허리케인 팔리처럼 연중 어느 때나 발생할 수 있다. 1월 7일 중태평양 제1호 허리케인 팔리를 시작으로 9월 15일 현재 중태평양에서는 1개의 허리케인이 발생하였다. 동태평양에서는 6월 6일 제1호 열대저기압의 발생을 시작으로, 11월 29일 현재 21개의 열대폭풍, 12개의 허리케인, 6개의 메이저 허리케인이 발생하였다.

## 활동한 허리케인

### 동태평양

#### 제6호 허리케인 프랭크
7월 26일 오후 3시에 허리케인으로 발달하여, 2016년은 북동태평양 7월 관측 사상 가장 많은 허리케인이 발생한 해로 기록되었다.

#### 제18호 허리케인 울리카
이 허리케인은 9월 26일 오후 3시경 동태평양 해역에서 제19호 열대저기압으로 지정되었다. 그러나 동태평양과 중태평양의 경계인 서경 140도 근처에서 발생했기 때문에 발생 직후 그 경계선을 통과하였다. 이 열대저기압은 점차 발달하여 9월 27일 오전 9시에 열대폭풍으로 지정되었는데, 당시 경도가 서경 140.4도로 중태평양 해역에 위치해 있었기 때문에 중태평양 이름 "울리카" (Ulika)로 명명되었다. 이후 점차 전향하기 시작하면서 6시간 후 다시 서경 140도선에 도달하여 동태평양 해역으로 이동하였다. 한편 윈드 시어가 점차 감소하는 등 주변 환경이 발달에 용이해져 울리카는 세력을 키우기 시작했고, 결국 9월 28일 오전 9시 울리카는 하와이주 힐로 동남동쪽 약 1830 km 부근 해상에서 1분 평균 최대풍속 65 kt, 최저기압 992 hPa의 1등급 허리케인으로 잠시 발달하였다. 그러나 머지않아 다시 윈드 시어가 증가하면서 최성기의 세력을 오래 유지하지 못하고 오후 3시 다시 열대폭풍으로 약화되었다. 이 무렵 다시 서쪽으로 전향하기 시작했고, 약화되던 열대폭풍 울리카는 9월 29일 저녁 9시경 세 번째로 서경 140도 선을 통과하였다. 울리카는 강한 윈드 시어로 대류운이 대부분 사라지면서 9월 30일 오전 9시에 열대저기압으로 약화되었고, 6시간 후 저기압으로 약화되었다. 이 저기압은 서진하다가 10월 1일 0시경 기압골로 약화되어 소멸하였다

#### 제21호 열대폭풍 아토
열대폭풍 오토는 1996년 허리케인 시저-더글러스 (Cesar-Douglas) 이후 처음으로 열대 저기압으로서의 지위를 유지한 채 북대서양에서 동태평양으로 이동한 최초의 열대 저기압이다. 한편 북대서양 제15호 허리케인이었던 오토가 동태평양에 진입하면서 동태평양 21호 열대폭풍으로 지정되었다. 그러나 윈드 시어가 예상보다 오토에 크게 작용하여 급격히 약화되며 다음 날 기압골로 약화되어 소멸하였다.

### 중태평양

#### 기타
2015년 12월 31일에 발생한 제9호 열대저기압이 이 해 1월 1일까지 활동하다가 소멸하였다. 이 열대저기압의 남은 에너지와 수분이 허리케인 팔리의 발생에 영향을 주었다.

## 같이 보기
- 2016년 태풍
- 2016년 북대서양 허리케인
- 2016년 북인도양 사이클론